# Jamnagar (huyện)
Huyện Jamnagar là một huyện thuộc bang Gujarat, Ấn Độ. Thủ phủ huyện Jamnagar đóng ở Jamnagar. Huyện Jamnagar có diện tích 14125 ki lô mét vuông. Đến thời điểm năm 2001, huyện Jamnagar có dân số 1913685 người.